# لمى القبج
لمى القبج، لاعبة جوجوتسو أردنية. فازت ببطولة العالم للجوجيتسو عام 2016 و 2015. و حصلت على جائزة السوسنة السوداء كأفضل رياضية في الأردن للعام 2015. التحقت بنادي كرة السلة ومارست ألعاب القوى بعمر صغير وعند دخولها إلى الجامعة تعرفت على الفنون القتالية وبدأت تمارسها من خلال الكيك بوكسينغ.
عام 2016، تربعت لمى القبج على عرش التصنيف العالمي عن وزن +70 كغم في آخر ترتيب صدر عن الاتحاد الدولي لرياضة الجوجيتسو بعد أن حصلت على 600 نقطة من مجموع مشاركاتها في البطولات الآسيوية والعالمية لعام 2016. وكانت لمى قد أحرزت الميدالية الذهبية في بطولة آسيا الأولى للجوجيتسو التي أقيمت في كانون الأول 2016، وأحرزت ذهبية في بطولة العالم التي أقيمت بولندا. كما أحرزت الميدالية الذهبية في دورة الألعاب الآسيوية الشاطئية التي أقيمت في فيتنام في تموز 2016 وأحرزت ذهبية أخرى في منافسات الوزن المفتوح بنفس البطولة.
عام 2017، تأهلت لمى القبج للمشاركة بالالعاب العالمية عن فئة الوزن المفتوح المقامة في بولندا، و احرزت الميدالية الفضية بعد تعادل سلبي مع خصمها في المباراة النهائية 

## التعليم
درست هندسة العمارة وعملت بها منذ تخرجها في العام 2010.